# Bataille du Vésuve (552)
Guerre des Goths (535-553)
Batailles
- Palerme (535)
- Naples (536)
- Rome (537-538)
- Vérone (541)
- Faventia (542)
- Mucellium (542)
- Naples (542-543)
- Rome (546)
- Rome (549-550)
- Sena Gallica (551)
- Taginae (552)
- Vésuve (552)
- Volturno (554)

La bataille du mont Lactarius dite aussi bataille du Vésuve eut lieu en 552, marquant la fin de la longue guerre pour la possession de l'Italie, entre les Ostrogoths et les Romains d'Orient. Elle eut lieu sous les règnes de Teias, roi ostrogoth, et de Justinien Ier, empereur romain.

## Contexte
En 552, la guerre des Goths entamée en 535 approche de son terme. Narsès est nommé à la tête des forces byzantines en Italie, sur la défensive depuis plusieurs années et battues plusieurs fois par les Ostrogoths dirigés par le roi Totila. Ce dernier parvient notamment à reprendre Rome en 550. Narsès inverse le rapport de force car Justinien a accepté de lui confier des effectifs suffisants pour reprendre l'initiative. En juin 552, il écrase les Ostrogoths à la bataille de Taginæ, dans laquelle Totila trouve la mort. Dès lors, les Byzantins peuvent progresser et s'emparer de Narni, Spolète ou Pérouse. De même, la ville de Rome est reprise sans difficultés.
Dans le même temps, Teias, général de Totila, est désigné comme nouveau roi des Ostrogoths. Sa première décision est de se porter au secours de la cité de Cumes, assiégée par Narsès. En effet, c'est là qu'est entassé le trésor du royaume ostrogoth.

## La bataille

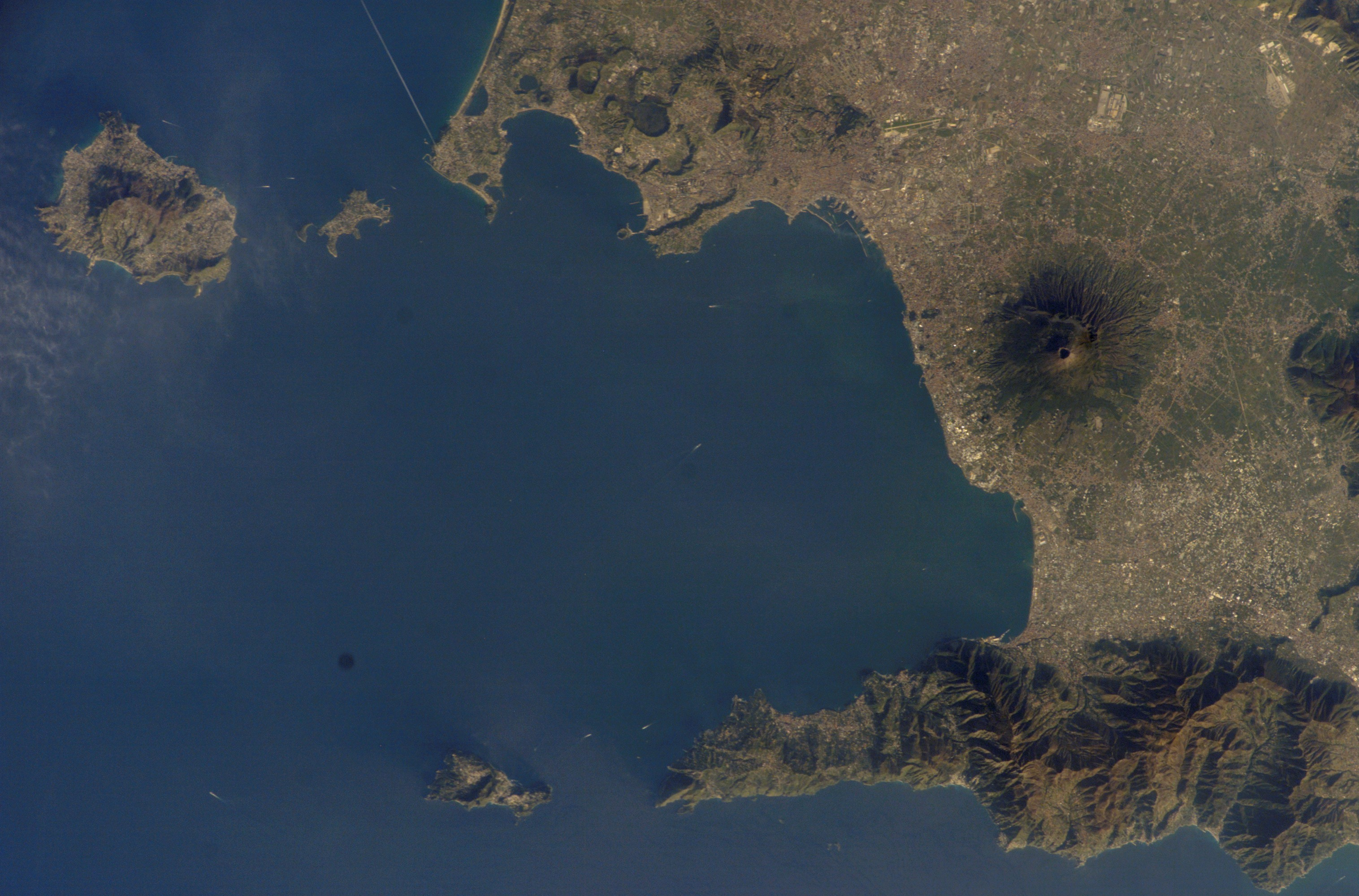
Vue satellite de la baie de Naples avec le Vésuve et le mont Lactarius, au sud-est, où se déroule la bataille entre les Byzantins et les Ostrogoths.

À son arrivée, Teias se positionne au pied du volcan du Vésuve, près du site de Pompéi, sur la rive gauche du Sarno. Les Byzantins et les Ostrogoths se tiennent face à face durant deux mois, sans se combattre. Toutefois, Teias doit se replier sur le mont Lactarius quand les navires chargés de le ravitailler sont coulés. Si cette position est difficile à prendre d'assaut, les Ostrogoths sont rapidement à court de provisions et sont contraints d'attaquer l'armée byzantine. L'affrontement se déroule le 30 octobre. Teias conduit ses forces à l'assaut des lignes byzantines mais celles-ci résistent et les Ostrogoths ne peuvent les percer. Teias meurt en combattant et sa tête est fixée sur un pieu, tandis que les soldats ostrogoths se rendent.

## Conséquences
Les prisonniers ostrogoths sont rapidement libérés et la promesse qui leur a été faite de pouvoir quitter l'Italie est respectée. Toutefois, plus fondamentalement, cette bataille marque la fin de toute résistance organisée des Ostrogoths. Seul un millier d'Ostrogoths parvient à s'enfuir sous la conduite d'Indulf et à résister jusqu'en 555, sans qu'un nouveau roi ne soit nommé, démontrant la faiblesse de ce qui reste du peuple ostrogoth. Si Cumes résiste jusqu'au début de l'année 554, Narsès peut achever la conquête du reste de l'Italie en 553, s'emparant des villes de Florence, Volterra ou Lucques. Le dernier événement de la guerre des Goths intervient en octobre 554 quand Narsès s'oppose victorieusement à une invasion des Francs et des Alamans lors de la bataille du Volturno.